# Clairemont (Texas)
Pour les articles homonymes, voir Clairemont.
Clairemont est une ville fantôme américaine située dans le comté de Kent, au Texas. Autrefois siège de comté, elle est désertée au milieu du XXe siècle. Son ancienne prison, l'Old Kent County Jail, constitue un Recorded Texas Historic Landmark depuis 1965.